# Pamięć dynamiczna (informatyka)

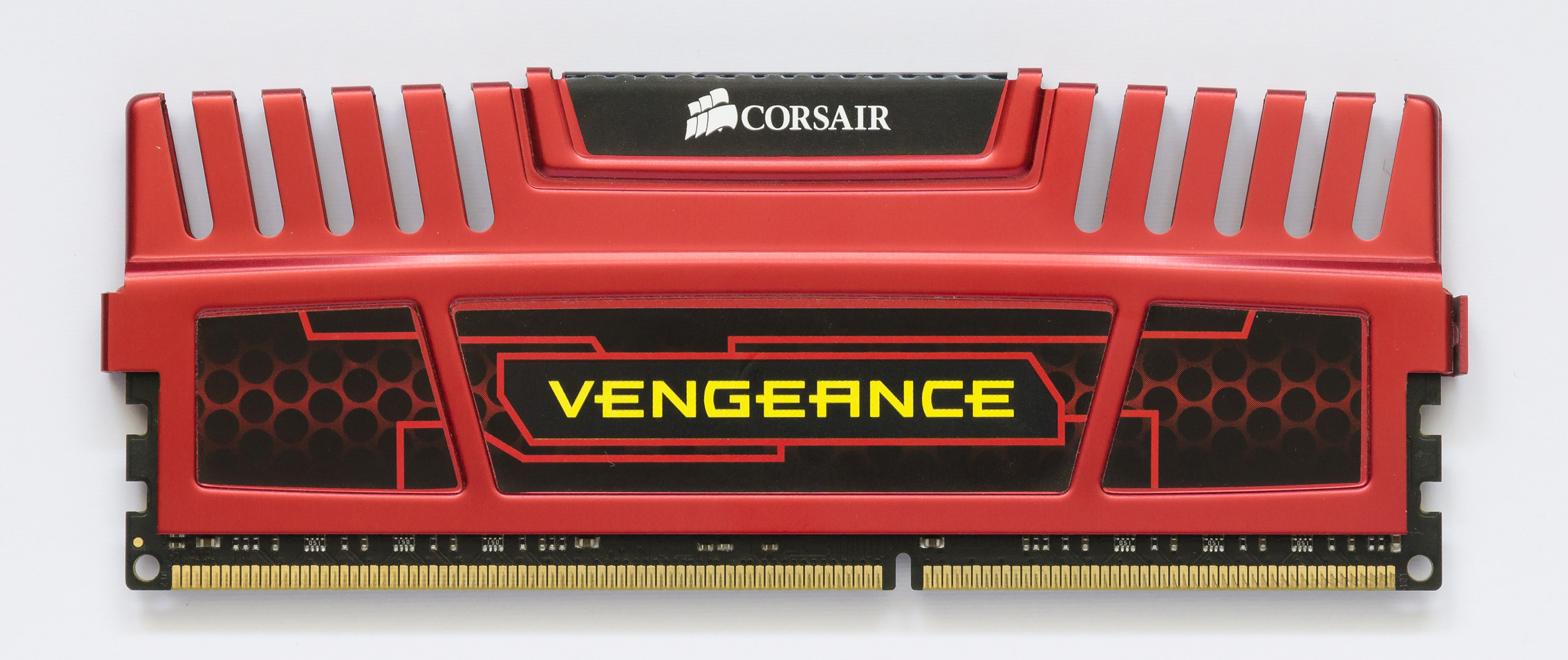
Moduł pamięci DDR3

Pamięć dynamiczna, DRAM (od ang. dynamic random-access memory) – rodzaj ulotnej pamięci półprzewodnikowej RAM, która przechowuje każdy bit danych w oddzielnym kondensatorze wewnątrz układu scalonego. Poszczególne jej elementy zbudowane są z tranzystorów MOS, z których jeden pełni funkcję kondensatora, a drugi elementu separującego.
W przeciwieństwie do pamięci statycznych wymagają okresowego odświeżania zawartości (ze względu na rozładowywanie się kondensatorów). Jednocześnie pojedyncza komórka pamięci dynamicznej składa się z mniejszej liczby elementów niż analogiczna komórka pamięci statycznej. Powyższe cechy pozwalają na większe upakowanie elementów w układach scalonych, co daje efekt w postaci niższych kosztów produkcji i pozwala na budowę tańszych układów pamięci o danych pojemnościach.
Odświeżanie musi następować w regularnych odstępach czasu i wewnętrznie polega na ponownym zapisie odczytanej wartości w tych samych komórkach pamięci. Za odświeżanie odpowiedzialne są układy pamięci, specjalizowane układy wspomagające (kontroler pamięci – obecnie najczęściej stanowi on integralną część chipsetu) bądź sam procesor (np. Z80).
Pamięci dynamiczne najczęściej łączone są w dwuwymiarowe tablice adresowane numerem wiersza i kolumny, co pozwala ograniczyć liczbę wymaganych linii adresowych i przyspiesza sekwencyjny odczyt danych umieszczonych w kolejnych komórkach tego samego wiersza pamięci.
Pamięci dynamiczne są obecnie szeroko wykorzystywane jako pamięć operacyjna w urządzeniach, z wyjątkiem układów wymagających niezbyt dużych ilości pamięci (np. sterowniki) oraz wymagających szybkiego dostępu do pamięci (np. specjalizowany sprzęt sieciowy).

## Popularne odmiany pamięci DRAM
- FPM – Fast Page Mode DRAM
- EDO – Extended Data Out DRAM
- SDRAM – Synchronous DRAM
  - SDR SDRAM Single Data Rate Synchronous DRAM
  - DDR SDRAM – Dual Data Rate Synchronous DRAM
  - DDR2 SDRAM – Dual Data Rate Synchronous DRAM druga wersja
  - DDR3 SDRAM – Dual Data Rate Synchronous DRAM wersja trzecia
  - DDR4 SDRAM – Dual Data Rate Synchronous DRAM wersja czwarta
  - DDR5 SDRAM - Dual Data Rate Synchronous DRAM wersja piąta
- Rambus (RDRAM)